# Henryk Śliwowski

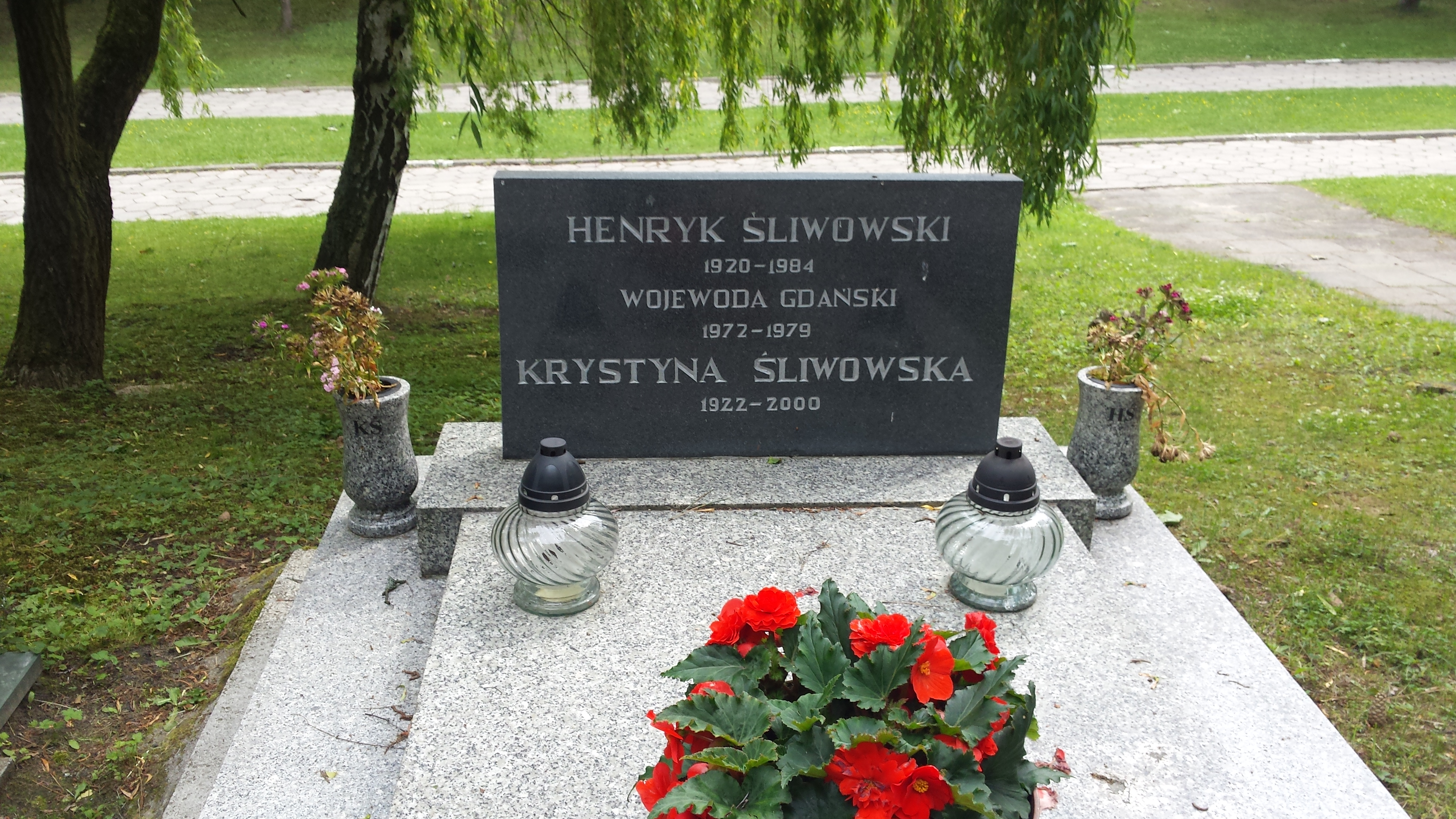
Grób Henryka Śliwowskiego na cmentarzu Srebrzysko w Gdańsku

Henryk Śliwowski (ur. 18 czerwca 1920 w Śliwowie-Łopienitem, zm. 18 czerwca 1984 w Gdańsku) – polski działacz partyjny i państwowy, wojewoda gdański (1973–1979).

## Życiorys
Syn Stanisława i Marii. Pochodził z rodziny robotniczej. Uczestniczył w powstaniu warszawskim jako szeregowiec Armii Krajowej. Z wykształcenia ekonomista, absolwent Wyższej Szkoły Nauk Społecznych w Warszawie (1958). Od 1946 członek Polskiej Partii Robotniczej, w latach 1946–1947 członek miejskiego komitetu PPR w Gdańsku. Od 1948 członek Polskiej Zjednoczonej Partii Robotniczej. W jej ramach m.in. kierował Wydziałem Ekonomicznym KW PZPR w Gdańsku od 1953, pełnił funkcję wiceprzewodniczącego (kwiecień 1963–1972) i przewodniczącego (styczeń 1972–grudzień 1973) Prezydium Wojewódzkiej Rady Narodowej w Gdańsku oraz należał do egzekutywy KW PZPR w Gdańsku. Od 1963 prezes zarządu Ligi Obrony Kraju. Od 12 grudnia 1973 do 15 stycznia 1979 wojewoda gdański (w czasie jego urzędowania w 1975 zmniejszył się obszar województwa gdańskiego wskutek reformy administracyjnej). Działał także społecznie jak przewodniczący Wojewódzkiego Komitetu Narodowego Funduszu Ochrony Zdrowia. Odwołany ze stanowiska wojewody w związku z zimą stulecia, podczas której nie potrafił zapewnić transportu węgla do elektrociepłowni. Przeszedł następnie na emeryturę i zmarł w dniu swoich 64. urodzin.
Odznaczony m.in. Krzyżem Kawalerskim i Krzyżem Komandorskim Orderu Odrodzenia Polski, Wielkim Oficerskim Krzyżem Orderu Infanta Henryka (Portugalia, 1976) oraz czechosłowackim Medalem 30-lecia Słowackiego Powstania Narodowego i wyzwolenia Czechosłowacji przez Armię Radziecką (1975).
Pochowany z honorami 3 lipca 1984 w Alei Zasłużonych na Cmentarzu Srebrzysko w Gdańsku (rejon II). W imieniu władz w pogrzebie udział wzięli m.in. z-ca członka Biura Politycznego KC PZPR, I sekretarz Komitetu Wojewódzkiego PZPR w Gdańsku Stanisław Bejger, przewodniczący Prezydium Wojewódzkiej Rady Narodowej Włodzimierz Zwierzykowski, sekretarz KW PZPR Joanna Michałowska-Gumowska, szef WUSW w Gdańsku gen. bryg. Jerzy Andrzejewski oraz z-ca dowódcy Marynarki Wojennej ds. politycznych kontradmirał Ludwik Dutkowski. Trumnę zmarłego udekorowano nadanym H. Śliwowskiemu pośmiertnie Krzyżem Komandorskim z Gwiazdą Orderu Odrodzenia Polski.